# Şehzade Ahmed Tevhid
Şehzade Ahmed Tevhid Efendi (turco ottomano: شهزادہ احمد توحید; Istanbul, 2 dicembre 1904 – Beirut, 24 aprile 1966) è stato un principe ottomano, anche noto come Ahmed Tevhid Osmanoğlu, figlio di Şehzade Mehmed Seyfeddin e nipote del sultano Abdülaziz.

## Origini
Şehzade Ahmed Tevhid nacque il 2 dicembre 1904 a Istanbul, a Villa Küçük Çamlıca. Suo padre era Şehzade Mehmed Seyfeddin, figlio del sultano ottomano Abdülaziz, e sua madre la sua consorte Nervaliter Hanım.
Aveva una sorella gemella, Fatma Gevheri Sultan, un fratello maggiore, Şehzade Mahmud Şevket, e un fratellastro maggiore, Şehzade Mehmed Abdülaziz. 

## Istruzione e carriera
Venne istruito al Padiglione Ihlamur fino a ottobre 1918. Il 5 giugno 1918 venne iscritto alla Scuola Navale Imperiale, e il 9 luglio venne nominato ufficiale di Marina, ma ad aprile 1922 venne ritirato priva del diploma perché non frequentava le lezioni, così la sua famiglia preferì ritornare all'istruzione privata. 

## Esilio
La dinastia ottomana venne esiliata nel 1924. Da quel momento in poi Tevhid vagò per diversi continenti, stabilendosi a Beirut, poi a Roma e infine a Nizza con la sua famiglia, che viveva nella villa vicina a quella di Abdülmecid II e Seniha Sultan, rispettivamente fratellastro e cugina del padre di Tevhid. Dopo che suo padre morì nel 1927 Tevhid si stabilì prima a Il Cairo, fra il 1940 e il 1952, e poi, all'esilio impostogli da Nasser, tornò a Beirut. 

## Morte
Şehzade Ahmed Tevhid morì a Beirut, in Libano, il 24 aprile 1966. Non si era sposato né aveva avuto figli. Venne sepolto in uno dei cimiteri della città. 